# José Luis Rebellato
José Luis Rebellato Bacigalupe (Canelones, 22 de marzo de 1946 - Montevideo, 18 de noviembre de 1999) fue un escritor y filósofo uruguayo. 

## Biografía
En 1968 recibió el título de doctor en Filosofía en la Universidad Pontificia Salesiana de Roma, Italia. Fue doctor en filosofía y educador.

Formó parte del Centro de Investigación y Desarrollo Cultural, donde desempeñó tareas de investigador y docente. Tuvo su contribución en el desarrollo del movimiento obrero en la Escuela de Formación Sindical de la Central de Trabajadores y en el Movimiento de Obreros de Acción Católica. Se desempeñó como docente en la Universidad de la República. En esta institución fue docente de la Escuela Universitaria de Psicología desde el año 1985, (luego Instituto de Psicología -IPUR-), de la Escuela Universitaria de Servicio Social y del Programa de extensión APEX-CERRO.

## Obras
- 1989 Ética y práctica social, Montevideo, EPPAL, 184 pp.
- 1995 La encrucijada de la ética. Neoliberalismo, conflicto Norte-Sur, liberación, Montevideo, Nordan, 236 pp.
- 1997 Ética de la autonomía. Desde la práctica de la Psicología con las Comunidades, Montevideo, Roca Viva. 246 pp. (Con Luis Giménez).
- 1999 Democracia, ciudadanía y poder. Desde el proceso de descentralización y participación popular, Montevideo, Nordan, 189 pp. (Con Pilar Ubilla).
- 2000 Ética de la liberación, Montevideo, Nordan, 74 pp.
- 2000 Antología mínima, La Habana. Colección Educación Popular N°13, Editorial Caminos, 121 pp.[3][2]